# 千歳市立向陽台中学校
千歳市立向陽台中学校（ちとせしりつ こうようだいちゅうがっこう）は、北海道千歳市若草に所在する公立中学校。

## 沿革
1986年3月に真町中学校から分離することが決定され、12月に校名も決定された。1987年4月、真町中学校から分離独立し、「千歳市立向陽台中学校」（生徒273名、7学級）が開校した。6月に校章が制定された。1990年2月、生徒増加による対応のため、校舎増築工事（普通教室4、職員室、保健室、特別教室2など）が完成した。1996年から1998年にかけて生徒が増加し普通教室の不足を補うため2階ホールと3階ホールを普通教室に改築した。
年表
- 1986年（昭和61年）- 真町中学校より分離決定、校名決定。
- 1987年（昭和62年）- 千歳市立向陽台中学校が開校、校章制定。
- 1988年（昭和63年）- 校歌制定（作詞：戎屋健一・作曲：黒木敬二）、体育館落成[4]。
- 1990年（平成2年）- 校舎増築工事完成。
- 1992年（平成4年）- 技術科棟増築工事完成[4]。
- 1996年（平成8年）- 3階ホ－ルを普通教室に改築。
- 1997年（平成9年）- 2階ホ－ルを普通教室に改築。
- 1998年（平成10年）- 相談室を3室改築[4]。
- 2001年（平成13年）- 学校教育目標改訂[4]。
- 2009年（平成21年）- 校舎大規模改修工事[4]。
- 2010年（平成22年）- 校舎大規模改修工事[4]。

## 教育目標
- 知性を磨き創る人[1]
- 広く絆を結ぶ人[1]
- 理想を求め励む人[1]
- 気高く強く生きる人[1]
- すすんで道を拓く人[1]

## 学校行事
学校行事は以下の通り。
- 4月 - 前期始業式、入学式、知能検査（1年）、修学旅行（3年）
- 5月 - 花壇苗植え、向中フェス（スポーツの集い）
- 6月 - 第1回定期テスト、宿泊学習（2年）
- 7月 - 校外学習（1年）、夏季休業
- 8月 -
- 9月 - 第2回定期テスト、学力テストA（3年）
- 10月 - 向中フェス（文化の集い）、花壇撤去作業、学力テストB（3年）、前期終業式、秋季休業、後期始業式
- 11月 - 学力テスト（1・2年）、学力テストC（3年）、第3回定期テスト（1・2年）、保護者懇談
- 12月 - 第3回定期テスト（3年）、冬季休業
- 1月 -
- 2月 - 学力テスト（1・2年）、第4回定期テスト（1・2年）、スキー学習（1・2年）
- 3月 - 卒業式、修了式、学年末休業

## 部活動
体育部
- 野球部
- バスケットボール部（男子・女子）
- バレーボール部（男子・女子）
- バドミントン部（男子・女子）

文化部
- 芸術部（書道・美術・合唱）

個人
- 水泳 - 全国中体連大会水泳大会 出場（2013年[4]）
- スケート - 全国中体連大会スケート大会 出場（2014-2016年[4]）
- 空手 - 全国中学生空手道選手権大会 出場（2019年[4]）

## 通学区域
通学区域は以下の通り。
- 里美
- 白樺
- 柏陽
- 福住
- 文京
- 若草
- 泉沢の一部

## 出身小学校
- 千歳市立向陽台小学校
- 千歳市立泉沢小学校

## 交通アクセス
バス
- 千歳相互観光バス「近隣グランド前」停留所下車、徒歩3分[7]。

## 著名な出身者
- 松本怜大 - 元プロサッカー選手